# Pappus-Guldinova pravila
Pappus-Guldinova pravila poznata još kao Guldinova pravila i Pappusova pravila,  predstavljaju matematička pravila koja omogućuju jednostavno računanje nekih rotacijskih površina (oplošja) i volumena (obujma) pomoću putanje težišta linija (likova) čijom su rotacijom nastali. Pravila se lako dokazuju integralnim računom, ali on nije potreban za njihovu primjenu.

Prvo Pappus-Guldinovo pravilo: 
Oplošje plohe nastale rotacijom ravninske linije oko osi koja leži u ravnini linije, a ne presijeca liniju, računa se kao umnožak duljine linije i opsega kružnice (ili duljine kružnog luka) po kojoj se giba težište linije pri toj rotaciji.
Primjer izračuna oplošja torusa po formuli:
{\displaystyle A=(2\pi r)(2\pi R)=4\pi ^{2}Rr.\,}
Tu je r polumjer male kružnice koja rotira (u "prozirnom" dijelu torusa iscrtano je nekoliko položaja te kružnice), dok R označava polumjer kružnice po kojoj rotira središte (težište) male kružnice.
Drugo Pappus-Guldinovo pravilo: 
Obujam tijela nastalog rotacijom ravne plohe oko osi koja leži u istoj ravnini, a ne presijeca plohu, računa se kao umnožak površine plohe i opsega kružnice (ili duljine kružnog luka) po kojoj se giba težište plohe pri toj rotaciji.
Primjer izračuna volumena torusa po formuli:
{\displaystyle V=(\pi r^{2})(2\pi R)=2\pi ^{2}Rr^{2}.\,}

## Poveznice
- Pap Aleksandrijski
- Paul Guldin

## Vanjske poveznice
- Pappus-Guldinova pravila
- Primjeri primjene Pappus-Guldinova pravila (eng)  Arhivirana inačica izvorne stranice od 8. svibnja 2011. (Wayback Machine)
- Pappus-Guldinova pravila (eng)  Arhivirana inačica izvorne stranice od 15. siječnja 2012. (Wayback Machine)
- Različita tijela na koja su primjenjiva Pappus-Guldinova pravila